# Santuario Yasukuni
El Santuario Yasukuni (靖国神社 Yasukuni Jinja?, santuario de un pueblo pacífico) es un santuario sintoísta existente en Tokio, Japón. El nombre original del santuario se escribió como 靖國神社.  Al mes de octubre de 2004, su Libro de las Ánimas contiene un listado de los nombres de 2.466.532 soldados japoneses y coloniales (27.863 coreanos y 21.181 taiwaneses) caídos en conflictos bélicos, entre los que se encuentran un millar de criminales de guerra, de entre los cuales 14 son de clase A.

## Historia
El edificio se erigió en junio de 1869 a instancias del Emperador Meiji en recuerdo a los caídos de la guerra Boshin. Llamado primeramente Tōkyō Shōkonsha (東京招魂社), posteriormente sería rebautizado como Yasukuni Jinja en 1879. El santuario ha estado llevando a cabo rituales sintoístas (Gōshisai) para albergar los kami (espíritus) de los soldados japoneses y coloniales (coreanos y taiwaneses) caídos desde entonces en las guerras.
Tras la derrota de los japoneses en la Segunda Guerra Mundial, en septiembre de 1945, las autoridades de la ocupación aliada ordenaron que Yasukuni optara por convertirse en una institución no religiosa dependiente del gobierno o bien mantuviese su carácter religioso desvinculada del gobierno. Yasukuni eligió esto último. Desde entonces su financiación es totalmente privada.

## Kami
A continuación se hace una relación de los kami (formalmente 祭神 saishin, contados como 柱 hashira) albergados en el santuario Yasukuni:
- Guerra Boshin (guerra civil, 1867–68): 7.751
- Rebelión Satsuma (1877): 6.971
- Expedición a Taiwán (sofocamiento de la rebelión en Taiwán contra la ocupación japonesa, 1874): 1.130
- Primera Guerra Sino-japonesa (invasión de Corea y China, 1894–95): 13.619
- Levantamiento de los bóxers (invasión de China, 1901): 1.256
- Guerra ruso-japonesa (conflicto con Rusia e invasión de China y Corea, 1904–05): 88.429
- Primera Guerra Mundial (invasión de China y Mongolia, 1914–18): 4.850
- Incidente de Jinan (invasión de China, 1928): 185
- Incidente de Mukden (invasión de Manchuria, 1931): 17.176
- Incidente del puente de Marco Polo (invasión de China, 1937–1945): 191.243
- Segunda Guerra Mundial (conflicto con las Potencias aliadas e invasión de diversas colonias europeas y China): 2.133.885

## Polémica
Para la República Popular China, Corea del Norte, Corea del Sur y otros países víctimas de la agresión militar japonesa en el siglo XX, el santuario ha entrado a formar parte de la polémica como símbolo del militarismo japonés de la Segunda Guerra Mundial y como epicentro simbólico del nacionalismo japonés proto-fascista.
Un folleto editado por el santuario reza: "la guerra es algo verdaderamente deplorable pero fue necesaria para que pudiésemos preservar la independencia del Japón y para prosperar junto a nuestros vecinos asiáticos". El santuario gestiona un museo sobre la historia del Japón en honor de los soldados que lucharon por el País del Sol Naciente, venerándolos como kami. La página web en inglés de la institución sostiene que "el sueño japonés de una Gran Asia Oriental era una necesidad histórica y fue una meta perseguida por los países de Asia". El website en japonés afirma que "las mujeres de bienestar no fueron obligadas por el Imperio Japonés a prestar servicios. Los coreanos no fueron obligados a cambiar sus nombres por nombres japoneses." El santuario también pone de relieve atrocidades cometidas por las Fuerzas Aliadas, como el hundimiento del Tsushima Maru, un transporte torpedeado y echado a pique causando la muerte de 1500 personas, de las cuales 700 eran niños escolares de primaria. Un vídeo documental muestra a los visitantes del museo la conquista japonesa de Asia oriental previa a la Segunda Guerra Mundial como un esfuerzo para salvaguardar a Asia del avance imperialista de las potencias occidentales.
Unos 1000 prisioneros ejecutados por crímenes de guerra son aquí venerados. El hecho en sí no era objeto de controversia política, ya que en Yasukuni se recordaba a todos los muertos del Japón en las guerras. Sin embargo, el 17 de octubre de 1978 empezó discretamente a venerarse como "Mártires de Showa" (昭和殉難者 Shōwa junnansha) a 14 personas a las que el Tribunal Militar Internacional para el Lejano Oriente consideró criminales de guerra de la Clase A, entre quienes se cuenta Hideki Tōjō. A continuación se listan las sentencias correspondientes a cada uno de ellos.
- Ejecución por ahorcamiento:

Hideki Tōjō, Seishiro Itagaki, Heitaro Kimura, Kenji Doihara, Iwane Matsui, Akira Mutō, Kōki Hirota
- Cadena perpetua:

Yoshijirō Umezu, Kuniaki Koiso, Kiichiro Hiranuma, Toshio Shiratori
- 20 años de prisión (fallecido durante el cumplimiento de la sentencia):

Shigenori Tōgō
- Fallecidos antes de alcanzarse fallo judicial (por enfermedad):

Osami Nagano, Yōsuke Matsuoka
Cuando la noticia fue difundida por los medios de comunicación el 19 de abril de 1979, se dio inicio a una polémica que dura hasta el presente. El santuario ofendió a muchos al llevar a cabo una defensa abierta de los criminales de guerra. El folleto arriba mencionado sostiene: "algunas de las 1.068 personas que fueron erróneamente acusadas de ser criminales de guerra por el tribunal aliado se veneran aquí". La versión inglesa de la página web del santuario se refiere a estas 1.068 personas como "aquellos que fueron enjuiciados cruel e injustamente como criminales de guerra por un tribunal de pantomima de las Fuerzas Aliadas". A raíz del escándalo de los criminales de guerra producido en 1979, el Emperador Hirohito dejó de visitar el santuario y los emperadores posteriores se han mantenido en esa línea desde entonces. Sin embargo, existen sectores de la sociedad japonesa que abogan públicamente por las visitas del Emperador al santuario, incluyéndose en estos al Gobernador de Tokio Shintarō Ishihara, que el 15 de agosto de 2004 manifestó su deseo de que el Emperador Akihito empezara a visitar Yasukuni.
La polémica que rodea a lo relacionado con el santuario no ha dejado de estar presente en la política interior japonesa, así como en las relaciones del Japón con otros países de la región desde 1978. Tres primeros ministros japoneses suscitaron el escándalo al visitar el santuario desde entonces: Yasuhiro Nakasone en 1985, Ryutaro Hashimoto en 1996, y sobre todo Jun'ichirō Koizumi, que lo ha visitado seis veces de 2001 a 2006. Las visitas realizadas por primeros ministros al santuario normalmente son respondidas con la emisión de declaraciones de condena oficial por los distintos países de la región, sobre todo por la República Popular China y Corea del Sur, que ven en tales actos un intento de legitimar el militarismo japonés. Las visitas al santuario también suscitan el debate nacional sobre el papel de la religión frente al Estado: algunos políticos del Partido Democrático Liberal insisten en que las visitas están amparadas constitucionalmente por el derecho a la libertad religiosa y que es apropiado que los legisladores presenten sus respetos a los caídos en la guerra. Sin embargo, se oponen a cualquier propuesta de institución en memoria de los militares japoneses muertos que sea de carácter no religioso, de manera que quienes quieran honrarlos no tengan que visitar el Santuario Yasukuni. El santuario rechaza asimismo la construcción de una alternativa no religiosa sosteniendo que: "El Santuario Yasukuni debe ser el único emplazamiento conmemorativo para los militares caídos del Japón".
La mayoría de los japoneses que visita el santuario lo considera un acto de rememoración, no de veneración. El primer ministro Koizumi afirma que sus polémicas visitas tratan de que no haya más guerras en las que participe Japón. Hasta la fecha ha sido China quien ha mantenido la crítica más estentórea al santuario aunque, dado que el problema de Yasukuni está fuertemente unido a la política china y a su vez mediatizado a través del filtro de la censura gubernamental, no toda la opinión pública en China está necesariamente al corriente de que el santuario ya existía con anterioridad a la Segunda Guerra Mundial o de que también rinde honores a soldados nacidos en una Corea y un Taiwán colonizados. Muchos japoneses consideran que entra en juego una diferencia cultural. Los chinos, a diferencia de los japoneses, no creen que los crímenes cometidos por una persona queden absueltos tras su muerte. En vista de que China y Corea critican las visitas de Koizumi, este responde: 

"¿por qué seguir culpando a los muertos por los crímenes que cometieron cuando estaban vivos?"

En su primera visita al Japón después de cumplir su mandato en febrero de 2003, el expresidente de Corea del Sur Kim Dae Jung se mostró abiertamente crítico con las visitas al santuario. Kim propuso que los 14 criminales de guerra de Clase A, que son venerados en Yasukuni junto al resto de caídos del Japón, sean trasladados a otro emplazamiento, y expresó: "Si esta propuesta se lleva a cabo, no me manifestaré en contra de las visitas a Yasukuni (por parte de Koizumi u otros líderes japoneses)". Kim hizo notar que Koizumi, en una reunión en Shanghái en 2001, prometió examinar la posibilidad de construir un nuevo emplazamiento conmemorativo en reemplazo del Santuario Yasukuni y permitir que todos estuvieran autorizados a practicar la veneración de los difuntos en ese lugar.

## Acontecimientos de actualidad
El santuario anunció que su sitio web oficial ha estado sometido a ataques distribuidos de denegación de servicio provenientes de un dominio chino desde septiembre de 2004. Por esa razón es posible que los usuarios tengan dificultades para acceder al sitio web.
En mayo de 2005, poco después de las manifestaciones antijaponesas sobre los libros escolares de historia de este país que tuvieron lugar en Extremo Oriente, China reprochó a Japón sus continuas referencias al polémico santuario durante una visita de la vicepresidenta china Wu Yi. Wu Yi interrumpió abruptamente la visita y regresó a China antes de una reunión con el primer ministro japonés Jun'ichirō Koizumi que estaba en la agenda del viaje. Esto fue interpratado como una reacción oficial a unas declaraciones que Koizumi había hecho el día anterior a la llegada de la Sra. Wu, en las cuales expresaba que los países extranjeros no deberían inmiscuirse en lo concerniente al santuario. La visita de Wu Yi era un intento por distender las relaciones entre los dos países, y de hecho la Sra. Wu había previsto pedir a Koizumi que dejara de visitar el santuario.
En junio de 2005, un miembro retirado del Partido Democrático Liberal propuso que los 14 criminales de guerra de Clase A fueran trasladados a un sitio separado. Sin embargo, los sacerdotes sintoístas se negaron a esto citando las leyes de libertad religiosa existentes bajo la Constitución Japonesa.
También en junio de 2005 un grupo de indígenas taiwaneses encabezados por el político indígena Kao-Chin Su-mei trató de hacer una visita al santuario con la ayuda del "Consejo Católico del Japón para la Justicia y la Paz". Representaban a nueve grupos étnicos de Taiwán cuyos antepasados son venerados en Yasukuni. Su intención era solicitar pacíficamente que sus parientes fuesen retirados del santuario e invocar plegarias para el retorno de los espíritus de sus ancestros. Sin embargo, la policía y manifestantes japoneses impidieron que accedieran al santuario. 
Un grupo de más de cien ultranacionalistas japoneses organizó una manifestación para obstaculizar su llegada al santuario e impedir que llevasen a cabo ritos religiosos destinados a llamar a los espíritus. La policía japonesa permitió que los manifestantes permanecieran en el lugar y les ayudó a bloquear el paso de los taiwaneses que iban a bajar de sus autobuses interponiendo medidas para evitar el choque entre los dos grupos. Después de hora y media los taiwaneses desistieron de su propósito.
Su-mei y su grupo presuntamente habrían recibido amenazas de muerte en relación con su visita a Yasukuni, provocando que el gobierno chino pidiera a las autoridades japonesas que garantizasen su seguridad durante su estancia en Japón.
El 27 de junio de 2005, el gobernador de Tokio Shintarō Ishihara declaró a Kyodo News "si el Primer Ministro no va (a Yasukuni) este año creo que el país se pudrirá desde dentro y se derrumbará".
El 10 de julio de 2005, Kemakeza, primer ministro de las Islas Salomón, hizo una visita al santuario Yasukuni. Declaró que "las Islas Salomón y Japón tienen una cultura común de aprecio por los antepasados. Quiero ver el lugar donde se veneran las almas".